# Christian Ranucci
Christian Ranucci (Avinhão, 6 de abril de 1954 – Marselha, 28 de julho de 1976) foi criminoso francês, sendo a penúltima pessoa a ser guilhotinada na França. Ele foi condenado por sequestro e assassinato, cometido em 3 de junho de 1974, por Marie-Dolorès Rambla, de oito anos de idade.
Seu caso influenciou bastante o debate sobre a pena de morte na França depois que o livro Le Pull-over rouge (1978) foi publicado pelo ex-advogado e jornalista Gilles Perrault, que questionou a culpa de Ranucci e teve um impacto notável na opinião pública, tendo vendido mais de 1 milhão de cópias.

## Vida pregressa
Christian Ranucci nasceu em Avignon, França, em 6 de abril de 1954, filho de Jean Ranucci (1921–1988), pintor de quadros e veterano da Guerra da Indochina, e Héloïse Mathon (1922–2013), cuidadora .
Quando ele tinha quatro anos, ele testemunhou seu pai cortando a mãe com uma faca — semelhante à que Ranucci usaria mais tarde para cometer assassinato — na porta de um tribunal após o divórcio ter sido declarado. No entanto, outras fontes, como o pai de Ranucci, testemunharam que seu filho realmente não testemunhou esse ataque, mas apenas viu sua mãe ferida quando uma babá o carregava em seus braços.
Mãe e filho logo fugiram, voltando para casa várias vezes, pois Héloïse Mathon temia que seu ex-marido matasse os dois (embora Jean nunca tenha tentado encontrar seu filho). Como resultado dessa experiência, ela se tornou uma mãe superprotetora. Anos mais tarde, Ranucci, acusado do assassinato de Rambla, confessou ao juiz que havia vivido a infância inteira com o medo constante de que seu pai, descrito como violento por sua mãe, o encontrasse e o matasse.
Durante seus anos de escola, Ranucci foi descrito como um aluno medíocre, repetindo um ano, mas ainda ganhando seu Diploma Nacional (BEPC) aos 17 anos. Ele era frequentemente violento com seus colegas de escola e permanecia imaturo e pouco comunicativo quando jovem. Enquanto isso, trabalhava como garçom em um bar, Le Rio Bravo, de propriedade de sua mãe, localizado em Saint-Jean-de-Moirans, perto de Voiron (Isère), que ele dirigia quando ela estava ausente.
Eles moravam em Nice desde 1970. Por fim, Ranucci foi a Wittlich, na Renânia-Palatinado (Alemanha Ocidental), para concluir seu serviço militar, que terminou em março de 1974. Segundo o testemunho de vários camaradas de seus dias no exército, seu comportamento era impulsivo e suas reações às vezes eram desproporcionais. Em 24 de maio de 1974, ele foi contratado pela Ets COTTO, uma empresa que fabricava e vendia equipamentos de ar condicionado com sede em Nice e começou a trabalhar como vendedor de porta em porta.

## O crime
Quando sua mãe se recusou a acompanhá-lo em uma viagem de fim de semana no Pentecostes, Ranucci deixou Nice sozinho em 2 de junho de 1974. Depois de visitar a região, ele chegou a Marselha na manhã de 3 de junho de 1974. Procurando a casa de um antigo camarada do serviço militar, ele parou no bairro residencial Cité Sainte-Agnès. Distraído pela visão de um grupo de crianças envolvidas em vários jogos, ele encontrou Marie-Dolorès Rambla, oito anos, e seu irmão Jean-Baptiste, de seis anos e meio, além de duas crianças próximas brincando atrás de um edifício, no parque de estacionamento de uma garagem local.
Quando as crianças Rambla estavam sozinhas, por volta das 11:10–11:15  ele foi acusado de ter mudado o carro para o estacionamento, no mesmo nível em que as crianças estavam. Dizendo-lhes que havia perdido um "grande cachorro preto", ele pediu sua ajuda para procurá-lo. Enviando o menino para rastrear o cachorro inexistente, ele ficou com Marie-Dolorès, conversando por alguns minutos, depois a convenceu a entrar em seu carro — um Peugeot 304 cinza. Segundo sua confissão posterior, a garota inicialmente relutou em ir com ele, fazendo-o repetir sua oferta; ele finalmente ganhou a confiança dela prometendo voltar para casa na hora do almoço.
Depois de preso, ele não foi reconhecido pelas duas testemunhas do sequestro, e a única evidência física que o envolvia nessa fase do crime foi um desenho que ele fazia enquanto estava sob custódia da polícia, mostrando a propriedade onde a família Rambla morava.
Uma hora depois, chegando a uma encruzilhada, ele passou por um sinal de parada e colidiu com outro carro, danificando os dois veículos. Ele então se virou e fugiu na direção de Marselha, dirigiu algumas centenas de metros antes de parar no final de uma colina, saiu de seu carro com a jovem e subiu na vegetação rasteira, segurando-a pelo braço esquerdo. Ouvindo Marie-Dolorès gritando e chorando (ela tinha acabado de perder seu sapato direito e teve que andar descalça sobre a vegetação), ele a agarrou pelo pescoço e a empurrou para o chão. Ele bateu na cabeça dela com pedras e a esfaqueou na garganta com sua faca (ela supostamente recebeu cerca de quinze golpes). Rambla tentou resistir levantando a mão direita, mas Ranucci logo esfaqueou o lado dorsal da mão. Depois, cobriu o corpo com sarças e espinhos.
Voltando ao carro, ele dirigiu por um tempo, depois se escondeu em uma cama de cogumelos para trocar o pneu furado, trocar de roupa ensanguentada, limpar e esconder a faca. No entanto, ao sair, ele precisava de ajuda de pessoas para tirar o carro da lama. Depois de aceitar uma xícara de chá, ele voltou para sua casa, Corniche Fleurie (com vista para Nice).

## Detenção, confissão e perfil
Ranucci foi preso dois dias após o assassinato, quando voltava de seu escritório para sua casa em Nice. O cadáver da garota havia sido encontrado pouco antes por um esquadrão de gendarmes. Ele foi identificado pelo número da placa de registro, fornecido por testemunhas do acidente de carro durante a fuga com a criança. Ele confessou o sequestro e assassinato de Marie-Dolorès Rambla e desenhou um esboço preciso do sequestro, depois indicou o local onde descartou a arma do crime, sua faca ensanguentada, que mais tarde foi encontrada enterrada em uma pilha de turfa por gendarmes.
Psiquiatras que ouviram a conversa de Ranucci durante as sessões diagnosticaram-no como tendo uma "sexualidade imatura e atrasada". Segundo o relatório, isso, combinado com a necessidade de companhia, levou ao desejo de ter filhos e passar um tempo com eles. Ele não era perfilado como pedófilo, mas como alguém cuja identidade sexual permanecia indefinida, embora os psiquiatras afirmassem que ele mostrava "grande interesse" pelas crianças. Enquanto confessava, Ranucci afirmou que não tinha intenção de prejudicar a garota e só queria dar uma volta com ela. Ele explicou que o assassinato foi resultado de pânico e medo devido ao acidente.
Seu motivo para o sequestro ainda permanece incerto, pois não foram encontrados sinais de estupro ou outro ataque sexual no corpo da vítima. Acredita-se amplamente que foi Michel Fourniret, o serial killer, que estava presente na região de Marselha na época, quem cometeu o crime. Vários documentários publicados apontaram repetidamente isso, notadamente por Gilles Perrault no livro acima mencionado, intitulado Le Pullover Rouge. Em novembro de 2018, Stéphane Bourgoin publicou um livro, L'Ogre des Ardennes; les derniers secrets de Michel Fourniret, onde o autor, mais uma vez, retoma o caso da inocência de Ranucci e a culpa de Fourniret pelo assassinato da pequena menina Rambla.
Meses depois, enquanto encarcerado na prisão de Baumettes (9.º arrondissement de Marselha), ele repudiou sua confissão depois de saber que era do mesmo tipo sanguíneo que a garotinha (manchas de sangue foram encontradas nas calças apreendidas no porta-malas de seu carro), e ouvir falar de um pedófilo local que usava um suéter vermelho semelhante ao descoberto perto do canteiro de cogumelos onde ele se escondera após o assassinato.
André Fraticelli, advogado de Ranucci, planejava inicialmente alegar circunstâncias atenuantes, citando a infância difícil de seu cliente, a visão de seu pai cortando o rosto de sua mãe e os inúmeros movimentos feitos pela França como defesa no tribunal. Fraticelli queria que o júri considerasse o estado de espírito e consciência de Ranucci ao cometer um assassinato, e se ele era realmente responsável pelo crime, e não por sua culpa. No entanto, como Ranucci retirou sua confissão, seus outros dois advogados se conformaram aos seus desejos e optaram por alegar sua inocência.

## Julgamento e execução
Ele foi julgado em Aix-en-Provence, no sul da França, em 9 e 10 de março de 1976, apenas três semanas depois que Patrick Henry foi preso em Troyes por outro assassinato de criança. Os jornalistas descreveram a opinião pública como sensível ao ponto da histeria, exigindo penas de morte para assassinos de crianças.
Seguindo o conselho de sua mãe, Ranucci chegou ao tribunal vestido como um clérigo, ostentando uma grande cruz peitoral, que irritou a maior parte do júri, e foi interpretado por alguns observadores como uma indicação de sua imaturidade. Ranucci pareceu arrogante durante o julgamento, negando o crime e sua culpa, apesar das evidências físicas e dos detalhes que ele havia fornecido durante sua confissão. Considerado culpado em todas as acusações em 10 de março de 1976, ele foi condenado à morte. Durante a última audiência, e após o pedido de seu advogado, as atas foram comunicadas no último momento ao júri e aos advogados de defesa, que, embora não fossem desconhecidos ou ilegais, eram um procedimento extremamente raro.
Novamente, seguindo o conselho de sua mãe, Ranucci escreveu um documento de 74 páginas intitulado "Récapitulatif " ("Resumo") enquanto estava no corredor da morte, no qual resumiu o caso do seu ponto de vista e tentou provar que era inocente. Gérard Bouladou, policial aposentado que escreveu livros sobre o caso, observa sinais de mitomania neste documento e argumenta que Ranucci estava tentando se convencer de sua própria inocência. Seu apelo por um segundo julgamento foi negado pelo Tribunal de Cassação em 17 de junho de 1976.
Em 26 de julho, o presidente Valéry Giscard d'Estaing acabou recusando o perdão de Ranucci. Foi executado por guilhotina no pátio da prisão de Baumettes, em Marselha, em 28 de julho de 1976, às 4:13. Dois de seus advogados que testemunharam a execução, alegaram que suas últimas palavras foram "Reahabilitez-moi!" ("Limpe meu nome!"), Mas o carrasco André Obrecht escreveu em suas memórias que os condenados nada disseram antes de morrer, sendo sua última palavra um "negativo!" gritou com o capelão quando ele se recusou a receber comunhão. Seu terceiro advogado, André Fraticelli, confirmou que Ranucci nunca pediu para ser reabilitado. Também é especificado na ata da execução que Ranucci "não fez nenhuma declaração".

## Consequências: controvérsia, debate político e tentativas de revisão
Um romance de Gilles Perrault, intitulado Le Pull-rouge (O Suéter Vermelho), contestou o envolvimento de Ranucci no crime, expressando as dúvidas do escritor sobre sua culpa. O título do livro refere-se a um suéter vermelho encontrado escondido na cama de cogumelos onde Ranucci se escondeu após seu acidente de carro, que parecia semelhante ao usado por outro homem que abusava sexualmente de crianças em outra propriedade de Marselha, apenas dois dias antes do sequestro e assassinato de Rambla. Durante o inquérito, quando perguntado sobre o suéter, Ranucci negou ser o proprietário. Em seu livro, Perrault aceitou a defesa final de Ranucci, argumentando que uma concussão que ele teria sofrido como resultado do acidente, bem no fundo da cena do crime, fez com que Ranucci fosse vítima de manipulação e representação do "verdadeiro assassino". Nessa teoria, o homem deveria ter movido o inconsciente de porta em porta para o banco traseiro do carro de Ranucci e depois conduzido o veículo (carregando Ranucci) para a cama de cogumelos, onde então escondeu seu suéter vermelho. No entanto, nada dentro do processo penal poderia corroborar esta versão; o próprio Perrault não teve explicação ou refutação às principais evidências, em particular o esconderijo da arma do crime que Ranucci revelou.
O pai da vítima, Pierre Rambla, se opôs veementemente ao livro e à campanha subsequente que apoiou as teses de Perrault, argumentando que isso fez sua família sofrer, especialmente seu filho mais velho Jean-Baptiste, que está entre as últimas pessoas a ver Marie-Dolorès viva.
O livro foi transformado em filme por Michel Drach em 1979, estrelado por Serge Avédikian como Ranucci. Um filme de televisão sobre o caso, L'affaire Christian Ranucci: O combate de honra, estrelado por Alexandre Hamidi e Catherine Frot como Christian Ranucci e sua mãe, foi transmitido em 2007.
A controvérsia próxima entrou na política, influenciando o debate sobre a pena capital na França, que culminou com o advogado criminal, e recém-nomeado ministro da Justiça, Robert Badinter abordar a Assembleia Nacional em setembro de 1981 para defender seu projeto de lei para abolir a pena capital. Como lhe foi apresentado um pedido de reconsideração, ele alegou, com relação ao caso Ranucci, que havia: "muitas perguntas sobre o seu caso, e que essas eram suficientes [...] para condenar a morte". Por outro lado, alguns jornalistas que abordaram o caso refutaram a teoria do aborto da justiça de Perrault. Christian Chardon, que cobriu o caso da Détective, escreveu um artigo para o jornal Minute intitulado "Non! L'affaire Ranucci n'est pas une erreur judiciaire" ("Não! O caso Ranucci não foi um erro da justiça") no final de 1978, no qual recapitulou os pontos principais do caso e argumentou pela culpa de Ranucci. Chardon negou que Ranucci tivesse sido torturado conforme alegado durante seu julgamento. (Em particular, ele acusou o comissário Gérard Alessandra, chefe da seção criminal "Nord" do Hôtel de Police de Marseille, responsável pelo inquérito). No final de 1979, Jean Laborde publicou um artigo no Paris-Match, intitulado "Ranucci inocente? Eh bien non! " ("Ranucci inocente? Bem, não!"), Também refutando a teoria de Perrault sobre a inocência de Ranucci.
Em 1989, acusando os policiais encarregados da investigação de "abuso de autoridade" em um programa de TV de 1985 intitulado Qui a tué Christian Ranucci? (Quem matou Christian Ranucci?), Gilles Perrault, assim como o apresentador, foi considerado culpado de difamação e multado em 30.000 francos a serem pagos a cada um dos cinco policiais, uma sentença confirmada e aumentada em apelações e cassação para 70.000 francos por cada demandante. Em 2008, Perrault e seu editor Fayard foram considerados culpados de difamação contra a polícia de Marselha em outro livro, L'ombre de Christian Ranucci, no qual foi declarado que os investigadores se comportaram com "falta de consideração e partidarismo". Perrault foi multado em 5.000 euros e seu editor uma quantia igual para cada policial difamado, uma decisão confirmada e aumentada para 10.000 euros para cada um dos quatro policiais em apelação em 2009.
Desde a publicação do Le Pull-rouge, que foi seguida pela criação do "Comitê Nacional para a Revisão do Processo Ranucci", houve três pedidos de revisão do julgamento de Ranucci, todos eles finalmente rejeitados, o Ministro da Justiça e depois a "Comissão de revisão das condenações penais" do Tribunal de cassação argumentando cada vez que nenhum fato novo havia provado a inocência de Ranucci, nem mesmo posto em dúvida sua culpa. Salientou-se que os argumentos apresentados ao Ministério da Justiça e ao Tribunal de Cassação já haviam sido citados anteriormente pela defesa durante o julgamento criminal. Apesar da criação da associação "Affaire Ranucci: Pourquoi réviser?" por quatro estudantes parisienses em 2002, não houve mais tentativas de buscar reconsideração desde 1991 — a data de rejeição do último pedido. Embora alguns boatos tenham circulado em 2006 sobre a presença do serial killer Michel Fourniret na área de Marselha em 1974 e sua participação presumida no julgamento de Ranucci, o próprio Fourniret retificou dizendo que havia ido para a região de Marselha quando criança e estava trabalhando em Paris quando o crime ocorreu; além disso, um estudo antropométrico concluiu que as fotografias tiradas no julgamento de Ranucci em 1976 de um homem que parecia à primeira vista parecido com Fourniret, não correspondiam às fotos do verdadeiro Fourniret na época. Em várias ocasiões, o ex-presidente da República Giscard d'Estaing disse em entrevistas que não sentia remorso por seu papel no caso; ele mencionou ao jornalista Laurent Delahousse em 2010 que não se arrependeu de sua decisão de recusar a clemência a Ranucci, alegando que ele era realmente culpado e que "ele tinha que ser punido".
Héloïse Mathon morreu em 14 de março de 2013. Ela foi enterrada no cemitério de Saint-Véran, Avignon, ao lado das cinzas de seu filho, que ela havia seguido quando foram transportadas do cemitério Saint-Pierre, em Marselha, para Saint-Véran, após sua execução.

## Casos de assassinato de Jean-Baptiste Rambla
Em fevereiro de 2005, Jean-Baptiste Rambla, irmão de Marie-Dolorès, foi preso durante a investigação do desaparecimento de Corinne Beidl, sua empregadora. Rambla a matou como resultado de uma violenta disputa sobre seu salário. Ele foi condenado pelo assassinato dela e sentenciado a 18 anos de prisão em outubro de 2008. Segundo seus advogados, seu comportamento foi influenciado pelo vício em drogas e pela cobertura da mídia em torno da culpa do assassino de sua irmã.
Depois de ser libertado no início de 2015, ele foi acusado mais uma vez pelo assassinato brutal de uma menina de 21 anos em agosto de 2017 e voltou à prisão.